# 中国地方整備局
中国地方整備局（ちゅうごくちほうせいびきょく、英語：Chugoku Regional Development Bureau）は、国土交通省の地方支分部局である地方整備局の一つ。中国地方5県（鳥取県、島根県、岡山県、広島県、山口県）を管轄する。港湾空港部については歴史的な経緯から下関市が九州地方整備局管轄となっているほか、鳥取自動車道の一部を新直轄方式で整備したため、兵庫県内の鳥取自動車道も中国地方整備局の管轄区域に含まれる。

## 所在地
- 本局所在地：広島県広島市中区上八丁堀
（建政部：広島県広島市中区八丁堀）
（港湾空港部：広島県広島市中区東白島町）

## 沿革
- 1889年（明治22年）7月 - 内務省の出先機関である第五土木監督署が徳島から広島に移転・設置される[1]。
- 1905年（明治38年）4月 - 土木監督署を廃止し、土木出張所に移行。全国が4区域に再編され、中国地方は大阪出張所の管轄区域となる[1]。
- 1911年（明治44年）4月 - 下関市に内務省下関土木出張所を新設、中国地方西部と九州・沖縄を担当[1]。
- 1943年（昭和18年）11月 - 組織再編により広島市猿楽町の広島県産業奨励館（現在の原爆ドーム）内に内務省中国四国土木出張所を設置、中四国9県を担当[1]。港湾事業は運輸通信省の管轄となり、中国地方は鳥取・島根・岡山・広島の各県を第三港湾建設部（神戸市）が、山口県を第四港湾建設部（下関市）が担当。
- 1945年（昭和20年）8月6日 - 広島市への原子爆弾投下により出張所が被爆。職員93名中52名が死亡。直下での被爆にもかかわらず難を逃れた職員がいたのは、空襲に備えて牛田町にあった官舎などで分散勤務していたためだとされている[1]。出張所は牛田旭区へ仮移転。
- 1948年（昭和23年）1月 - 内務省解体により建設院の出先機関である建設院中国四国地方建設局に改組[1]。同年7月には建設省中国四国地方建設局に改称。
- 1958年（昭和33年）6月 - 管轄区域を中国地方と四国地方に分割、名称を建設省中国地方建設局に変更[1]。四国地方は新設の四国地方建設局に移管。
- 2001年（平成13年）1月6日 - 省庁再編により国土交通省発足。建設省中国地方建設局と、運輸省第三港湾建設局と第四港湾建設局のそれぞれ一部を統合し国土交通省中国地方整備局を設置。
- 2010年（平成22年）3月28日 - 鳥取自動車道佐用JCT - 大原IC間開通により、兵庫県内の区間（佐用本線料金所以北）を近畿地方整備局から中国地方整備局へ移管[2]。

## 出先機関[3]
| 名称                                 | 区分              | 管轄区域・施設                                                                   | 所在地                 |
| ------------------------------------ | ----------------- | -------------------------------------------------------------------------------- | ---------------------- |
| 鳥取河川国道事務所                   | 河川              | 千代川                                                                           | 鳥取県鳥取市           |
| 鳥取河川国道事務所                   | ダム管理          | 殿ダム（袋川）                                                                   | 鳥取県鳥取市           |
| 鳥取河川国道事務所                   | 道路              | 国道9号 国道29号 国道53号 国道373号 中国横断自動車道姫路鳥取線                   | 鳥取県鳥取市           |
| 倉吉河川国道事務所                   | 河川              | 天神川                                                                           | 鳥取県倉吉市           |
| 倉吉河川国道事務所                   | 砂防              | 天神川流域                                                                       | 鳥取県倉吉市           |
| 倉吉河川国道事務所                   | 道路              | 国道9号 中国横断自動車道岡山米子線                                               | 鳥取県倉吉市           |
| 日野川河川事務所                     | 河川              | 日野川                                                                           | 鳥取県米子市           |
| 日野川河川事務所                     | 砂防              | 日野川流域                                                                       | 鳥取県米子市           |
| 日野川河川事務所                     | 海岸              | 鳥取県鳥取沿岸                                                                   | 鳥取県米子市           |
| 日野川河川事務所                     | ダム管理          | 菅沢ダム（印賀川）                                                               | 鳥取県米子市           |
| 浜田河川国道事務所                   | 河川              | 江の川下流 高津川                                                                | 島根県浜田市           |
| 浜田河川国道事務所                   | 道路              | 国道9号 国道191号                                                                | 島根県浜田市           |
| 出雲河川事務所                       | 河川              | 斐伊川                                                                           | 島根県出雲市           |
| 出雲河川事務所                       | ダム管理          | 志津見ダム（神戸川） 尾原ダム（斐伊川）                                          | 島根県出雲市           |
| 松江国道事務所                       | 道路              | 国道9号 国道54号 中国横断自動車道尾道松江線                                      | 島根県松江市           |
| 岡山河川事務所                       | 河川              | 吉井川 旭川 高梁川                                                               | 岡山県岡山市北区       |
| 岡山河川事務所                       | 海岸調査          | 岡山県岡山沿岸                                                                   | 岡山県岡山市北区       |
| 高梁川・小田川緊急治水対策河川事務所 | 河川              | 高梁川派川 小田川                                                                | 岡山県倉敷市           |
| 岡山国道事務所                       | 道路              | 国道2号 国道30号 国道53号 国道180号 国道373号 中国横断自動車道姫路鳥取線         | 岡山県岡山市北区       |
| 福山河川国道事務所                   | 河川              | 芦田川                                                                           | 広島県福山市           |
| 福山河川国道事務所                   | 道路              | 国道2号 国道317号 中国横断自動車道尾道松江線                                     | 広島県福山市           |
| 三次河川国道事務所                   | 河川              | 江の川上流                                                                       | 広島県三次市           |
| 三次河川国道事務所                   | ダム管理          | 灰塚ダム（上下川）                                                               | 広島県三次市           |
| 三次河川国道事務所                   | 道路              | 国道54号 国道183号 中国横断自動車道尾道松江線                                    | 広島県三次市           |
| 三次河川国道事務所                   | 国営公園          | 国営備北丘陵公園                                                                 | 広島県三次市           |
| 太田川河川事務所                     | 河川              | 太田川 小瀬川                                                                    | 広島県広島市中区       |
| 太田川河川事務所                     | 海岸調査          | 広島県広島沿岸                                                                   | 広島県広島市中区       |
| 広島西部山系砂防事務所               | 砂防              | 広島西部山系 安芸南部山系                                                        | 広島県広島市中区       |
| 広島国道事務所                       | 道路              | 国道2号 国道31号 国道54号 国道185号 国道375号 呉市道白石四丁目三号線（仁方隧道） | 広島県広島市南区       |
| 山口河川国道事務所                   | 河川              | 佐波川                                                                           | 山口県防府市           |
| 山口河川国道事務所                   | ダム管理          | 島地川ダム（島地川）                                                             | 山口県防府市           |
| 山口河川国道事務所                   | 道路              | 国道2号 国道9号 国道188号 国道190号 国道191号                                    | 山口県防府市           |
| 山陰西部国道事務所                   | 道路              | 国道9号 国道191号 国道491号                                                      | 山口県萩市             |
| 苫田ダム管理所                       | ダム管理          | 苫田ダム（吉井川）                                                               | 岡山県苫田郡鏡野町     |
| 土師ダム管理所                       | ダム管理          | 土師ダム（江の川）                                                               | 広島県安芸高田市       |
| 弥栄ダム管理所                       | ダム管理          | 弥栄ダム（小瀬川）                                                               | 広島県大竹市           |
| 温井ダム管理所                       | ダム管理          | 温井ダム（滝山川）                                                               | 広島県山県郡安芸太田町 |
| 八田原ダム管理所                     | ダム管理          | 八田原ダム（芦田川）                                                             | 広島県世羅郡世羅町     |
| 中国技術事務所                       | 建設技術          |                                                                                  | 広島県広島市安芸区     |
| 中国道路メンテナンスセンター         | 道路建設技術      |                                                                                  | 広島県広島市安芸区     |
| 岡山営繕事務所                       | 官庁営繕          | 岡山県 鳥取県                                                                    | 岡山県岡山市北区       |
| 境港湾・空港整備事務所               | 港湾整備 空港整備 | 鳥取港 境港 浜田港 美保飛行場（米子空港）                                        | 鳥取県境港市           |
| 宇野港湾事務所                       | 港湾整備          | 宇野港 水島港 岡山港                                                             | 岡山県玉野市           |
| 広島港湾・空港整備事務所             | 港湾整備 空港整備 | 広島港 呉港 音戸瀬戸 尾道糸崎港 福山港 広島空港                                  | 広島県広島市南区       |
| 宇部港湾事務所                       | 港湾整備          | 徳山下松港 宇部港 三田尻中関港 岩国港 油谷港                                     | 山口県宇部市           |
| 広島港湾空港技術調査事務所           | 港湾・空港技術    |                                                                                  | 広島県広島市中区       |

- 廃止組織
  - 江の川総合開発工事事務所(2007年(平成19年)3月31日廃止[6])
  - 中国幹線道路調査事務所(2009年(平成21年)3月31日廃止[7]）
  - 国営備北丘陵公園事務所(2010年(平成22年)3月31日廃止[8])
  - 山口営繕事務所(2010年(平成22年)3月31日廃止[8])
  - 斐伊川・神戸川総合開発工事事務所(2011年(平成23年)3月31日廃止[9])
  - 殿ダム工事事務所(2012年(平成24年)4月5日廃止[10])

## 船舶
広島港湾・空港整備事務所に海面清掃船および港湾業務艇が配備されている。
- おんど2000 - 海面清掃船。母港は呉港。
- りゅうせい - 港湾業務艇。母港は広島港。